# Liên hoành

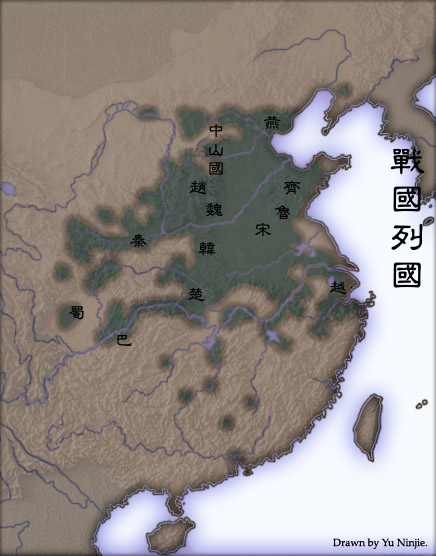
Vị trí các nước lớn thời Chiến Quốc, Tần (秦) nằm ở hướng tây.

Liên hoành (chữ Hán: 連橫) là sách lược liên minh của nước Tần thời Chiến Quốc được Trương Nghi đề xuất. Sách lược này được đưa ra để đối phó với sách lược Hợp tung, tạo liên minh theo chiều ngang. Hiệu quả của sách lược này là giúp nước Tần chiến thắng các nước và thống nhất Trung Quốc.

## Nội dung
Hợp tung là “sự nhất cường dĩ công chúng nhược, nghĩa là một nước mạnh tìm cách lôi kéo nước yếu hơn để tấn công những nước khác, nhằm múc đích thôn tính đất đai của họ.
Trung kỳ thời Chiến Quốc, Tần và Tề nổi lên là hai nước mạnh ở phía tây và phía đông. Mặt khác, hai nước này còn tìm cách liên minh với nhau. Vì Tần ở phía Tây và Tề ở phía đông nên sự liên minh giữa các nước ngày gọi là “liên hoành” (liên kết chiều ngang), tạo ra sự uy hiếp lớn đối với sự tồn tại của các nước khác. Trong hoàn cảnh đó, các nước khác liên hợp lại với nhau gọi là hợp tung (liên kết chiều dọc) (còn nước Tần ở phía tây liên minh với các nước khác phía đông gọi là liên hoành - liên kết chiều ngang).
Trong đầu thời Chiến Quốc, đối tượng công kích là Tần và Tề. Hai nước này tìm cách liên hoành chống các nước khác. Vào cuối thời Chiến Quốc, khi Tề bị suy nhược sau đợt chiếm đóng của Yên (284 TCN-278 TCN), chỉ còn Tần là hùng mạnh thì Tần là đối tượng công kích duy nhất của các nước hợp tung. Tần tìm cách phá thế hợp tung bằng kế liên hoành, chia rẽ các nước hợp tung, kéo từng nước về phía mình và chống lại các nước còn lại.

## Đề xướng
Người đề xướng liên hoành là Trương Nghi. Năm 323 TCN, theo kế sách liên hoành của Trương Nghi, Tần Huệ Văn vương gặp và liên minh với Tề Tuyên vương, Sở Hoài vương. Cùng lúc đó, để đối phó, Công Tôn Diễn kiến nghị Ngụy Huệ vương hội kiến để liên minh với vua các nước Hàn, Triệu, Yên và Trung Sơn. Đó là sự kiện "5 nước cùng xưng vương" ("Ngũ quốc tương vương"), tiến hành hợp tung, thực hiện một mặt trận liên hợp.
Nhìn chung, những nước tham gia liên hoành không nhiều như hợp tung. Trong phần lớn thời Chiến Quốc, chỉ có Ngụy và mức độ ít hơn là Sở, Hàn và  Điền Tề tham gia.

## Lần thứ nhất
Liên minh liên hoành đạt được từ sự thuyết phục các chư hầu nhỏ yếu của Trương Nghi về quyền lợi thiết thực của họ. 
Sự kiện "ngũ quốc tương vương" (5 nước cùng xưng vương năm 323 TCN) đánh dấu việc thành lập liên minh hợp tung lần đầu tiên, nhưng đó chỉ là giao ước về chính trị, mà chưa có hành động quân sự nào. Cuối năm 323 TCN, Sở Hoài vương liên hoành với Tần, mang quân tấn công phía nam nước Ngụy, chiếm đóng 8 ấp của nước Ngụy.
Để phá kế hợp tung của Công Tôn Diễn, năm 322 TCN, Trương Nghi từ nước Tần sang nước Ngụy thuyết phục Ngụy vương liên hoành với nước Tần và Hàn để tấn công Tề và Sở. Ngụy Huệ vương sau nhiều năm chiến tranh, hiện trạng lúc đó phía nam bị thất thế với quân Sở, nên muốn hòa giải với nước Tần để có đồng minh chống Sở. Do đó Ngụy Huệ vương trọng dụng Trương Nghi, phong làm tướng quốc và xa lánh Công Tôn Diễn.

## Lần thứ hai
Tề và Sở thấy việc liên hoành giữa Ngụy với Tần bất lợi cho mình, nên Tề Tuyên vương và Sở Hoài vương cùng công khai ủng hộ Công Tôn Diễn làm tướng quốc nước Ngụy để phá liên minh đó. Ngụy Huệ vương vốn muốn lợi dụng quân Tần để chống Sở và Tề, nhưng sau đó nhận ra Trương Nghi chỉ muốn kéo mình sang phía nước Tần, nên rất bất mãn, không chịu thần phục nước Tần. Tần Huệ Văn vương thấy Ngụy Huệ vương không thần phục bèn ra quân đánh Ngụy.
Thấy nước Tần đánh Ngụy, các nước Tề, Sở, Yên, Triệu đều lo lắng, cùng nhau ủng hộ chủ trương hợp tung của Công Tôn Diễn. Năm 319 TCN, Ngụy vương thấy chư hầu ủng hộ Công Tôn Diễn bèn đuổi Trương Nghi trở về nước Tần và đưa Công Tôn Diễn trở lại làm tướng quốc chủ trì chính sự. Nhưng sau thất bại của liên quân hợp tung chống Tần ở Tu Ngư năm 318 TCN, Công Tôn Diễn rời vũ đài chính trị, phái liên hoành thắng thế. 
Tần vương sợ mối liên minh Tề và Sở hại cho mình nên sai Trương Nghi đi sang Sở ly gián, lừa Sở Hoài vương tới 2 lần, khiến nước Sở tuyệt giao và mất đồng minh Điền Tề (năm 312 TCN), mất nhiều đất đai về tay Tần mà sau đó Hoài vương vẫn liên hoành với Tần.

## Lần thứ ba
Phe hợp tung chỉ còn 3 nước Tề, Hàn và Ngụy, nhưng dưới sự lãnh đạo của Mạnh Thường quân, đã thắng quân Tần 3 lần liên tiếp. Năm 296 TCN, Tần Chiêu Tương vương sau nhiều thất bại liên tiếp phải cầu hòa, trả lại đất Phong Lăng cho nước Ngụy và đất Vũ Toại cho nước Hàn.
Để phá hợp tung, Tần Chiêu Tương vương lại sai sứ sang Tề, đề nghị Tề Mẫn vương cùng Tần liên hoành và xưng đế. Hai bên giao ước vua Tần xưng làm Tây Đế, vua Tề xưng làm Đông Đế, và cùng mang quân tấn công nước Triệu nằm giữa cũng trở nên lớn mạnh khi vừa tiêu diệt Trung Sơn.
Biện sĩ Tô Tần với tư thế của người giúp Yên Chiêu vương – vị vua muốn báo thù nước Tề - muốn làm yếu nước Tề trước hết phải phá việc liên hoành giữa Tề và Tần, ngăn cản hai nước xưng đế. Năm 288 TCN, Tô Tần sang nước Tề khuyên Tề Mẫn vương bỏ đế hiệu và đánh Tống chứ không nên đánh Triệu theo ý của Tần. Sau khi vua Tề bỏ đế hiệu, vua Tần cũng buộc phải bỏ đế hiệu vào tháng 12 năm 288 TCN.
Sau khi phá vỡ mối liên hoành Tề và Tần, Tô Tần tiếp tục đi du thuyết các nước Yên, Tề, Triệu, Ngụy, Hàn đẩy mạnh việc hợp tung. Tuy nhiên, liên quân 5 nước họp tại giữa Huỳnh Dương và Thành Cao, chưa phát động tấn công Tần thì giải tán. Chỉ có quân Tề nhân cơ hội đó xua quân đánh Tống, tiêu diệt nước Tống vào năm 286 TCN. Việc đánh Tần tuy không thành công, nhưng Tô Tần đã đạt được mục đích ly gián liên minh "liên hoành" giữa Tề và Tần. Không lâu sau, cả Tô Tần và Tề Mẫn vương đều bị giết. Tề bị liên quân các nước đánh bại và bị Yên chiếm đóng trong 5 năm. Hợp tung tan vỡ.
Sau khi hợp tung tan vỡ, tuy Tần không phát động liên hoành trở lại nhưng trong nhiều năm, với sức mạnh vượt trội hơn các nước nước còn lại, Tần liên tiếp đánh bại các chư hầu bị chia rẽ. Ba nước nằm giáp Tần là Tam Tấn (Hàn, Triệu, Ngụy) bị thiệt hại nhiều nhất, sau nhiều lần chiến bại phải cắt đất cầu hòa liên miên với Tần.

## Lần thứ tư
Sau khi thái hậu mất, Tề vương Kiến (lên ngôi 264 TCN) nghe theo tướng quốc Hậu Thắng, thực hiện chính sách thân Tần, nghe theo kế liên hoành của Tần. Khi Tề vương Kiến cử sứ giả sang giao hiếu, nước Tần lại dùng tiền vàng đút lót cho các sứ giả, khiến họ cũng cùng nhau nhất loạt khuyên Tề vương Kiến nên hòa hiếu với nước Tần. Vì vậy Tề vương Kiến tiếp tục chính sách: "Sự Tần, cẩn" (kính cẩn phụng sự nước Tần), không chịu hưởng ứng hợp tung với chư hầu trong những lần do Tín Lăng quân, Bình Nguyên quân và Bàng Noãn phát động.
Những thắng lợi của những lần hợp tung cuối của chư hầu chỉ làm chậm bước đông tiến chứ không ngăn cản được quân Tần đánh sang lãnh thổ các nước chư hầu, vì hợp tung thường chóng tan vỡ do quan hệ giữa các chư hầu rất phức tạp và bị Tần lợi dụng khai thác. Năm 230 TCN, nước Tần bắt đầu diệt từng nước: Hàn (230 TCN), Triệu (228 TCN), Ngụy (225 TCN), Sở (223 TCN) và Yên (222 TCN). Những lần Tần ra quân diệt các nước, Tề vương Kiến vẫn áp dụng chính sách liên hoành với Tần, không cứu các nước này. Năm 221 TCN, Tần tấn công diệt nốt Điền Tề.

## Đánh giá
Liên hoành (cũng như Hợp tung) không phải là một hệ phái chính trị hay hệ phái học thuật, chỉ là chính sách liên minh vì lợi ích sinh tồn trực tiếp của từng quốc gia.
Chính sách liên hoành do Trương Nghi khởi xướng và được nước Tần tiếp tục thi hành thành công vì những nguyên nhân sau:
1. Nó phối hợp hiệu quả với chính sách vừa phát triển nông nghiệp vừa tiến hành chiến tranh để hỗ trợ cho nhau
2. Kế sách của nước Tần cao hơn so với 6 nước Sơn Đông và việc thực thi cũng thành công hơn
3. Mấy đời vua nước Tần và các quan chấp chính đều sáng suốt và có năng lực, có tầm nhìn xa. Trong khi đó, tại các nước chư hầu, có những vị vua mê muội, mắc sai lầm nhiều lần trong thời gian dài như Sở Hoài vương, Tề vương Kiến, nên nước Tần đã đạt được mục đích của mình